# 개방형 시스템 간 상호 접속
개방형 시스템 간 상호 접속(Open Systems Interconnection, 줄여서 OSI, 개방형 상호접속시스템)은 국제 표준화 기구가 ITU-T와 나란히 1977년에 시작한 컴퓨터망 표준을 말한다.

## 역사
OSI 이전에 네트워킹은 크게 ARPANET, CYCLADES처럼 정부 지원을 받은 쪽이나 SNA, 애플토크, 넷웨어, DECnet과 같은 규약 표준을 이루던 업체 개발 쪽으로 기울어 있었다. OSI는 산업에 종사하는 사람들이 통일된 네트워크 표준에 동의하여 여러 업체끼리의 상호 운용성을 제공하는 데 동의할 수 있도록 한 산업적 노력의 결과였다. OSI가 네트워크 표준을 자체적으로 만든 반면 인터넷 이용 쪽에서는 TCP/IP가  널리 쓰이게 되었고 근거리 망 수준에서는 이더넷과 토큰 링이 널리 쓰였다.
OSI 참조 모델은 네트워크 개념에 대한 교육에 대한 주된 진전이었다. 이는 네트워크 장치와 소프트웨어 사이의 상호 작용을 정의함으로써 프로토콜 계층의 일정한 모델에 대한 개념을 널리 퍼뜨렸다.

## 같이 보기
- OSI 모델

## 추가 문헌
- Marshall T. Rose, The Open Book (Prentice-Hall, Englewood Cliffs, 1990)
- David M. Piscitello, A. Lyman Chapin, Open Systems Networking (Addison-Wesley, Reading, 1993)
- Andrew S. Tanenbaum, Computer Networks, 4th Edition, (Prentice-Hall, 2002) ISBN 0-13-066102-3